# CDC6
CDC6, Cell division cycle 6, är ett protein i eukaryota celler som studerats i Saccharomyces cerevisiae. Proteinet är en viktig regulator i DNA-replikationen och har en betydande roll i kontrollpunktsmekanismer i cellcykeln som koordinerar S-fas och mitos. Det är en del av det prereplikativa komplexet och krävs för att ladda minikromosomunderhållsproteiner(MCM) på DNA, ett viktigt steg i initieringen av DNA-syntesen. Dessutom ingår det i familjen AAA + ATPaser och mycket relaterat till ORC1. Båda är samma protein i archaea.

## Funktion

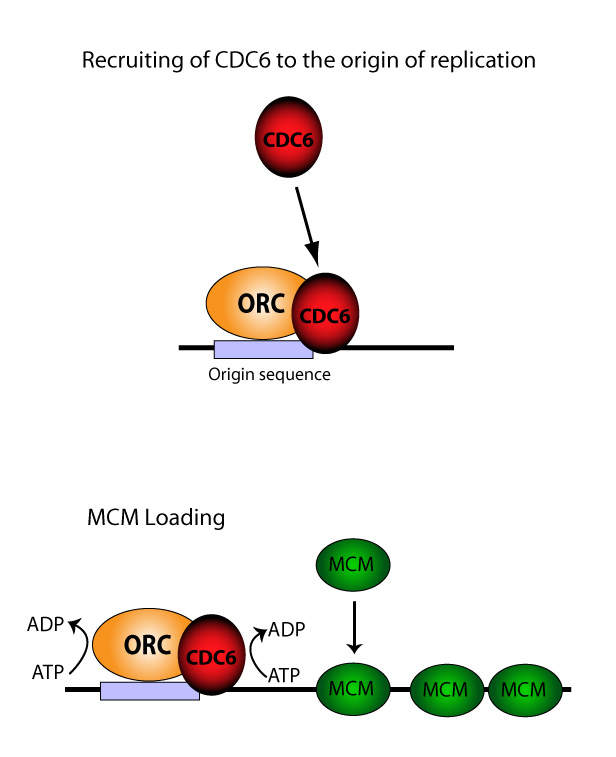
Potentiell roll för CDC6 vid initiering av DNA-replikering.

CDC6 är ett ATP-bindande protein och ingår i det prereplikativa komplexet (pre-RC) tillsammans med ursprungsigenkänningskomplexet (ORC), Cdt1 och MCM-komplexet (innehållande MCM2-7p). CDC6 sätts ihop efter ORC på ett ATP-beroende sätt och krävs för att ladda MCM-proteiner till DNA:t. Rekonstruktion av elektronmikroskopbilder visade att ORC-CDC6-komplexet bildar en ringformad struktur med liknande dimensioner som ringformad MCM-helikas. En nära atomär upplösningsmodell av hela ORC-Cdc6-Cdt1-Mcm2-7 (OCCM)-komplexet med DNA sammanställdes från EM-data 2017.Man tror att CDC6-Cdt1-komplexet använder ATP-hydrolys för att trä DNA genom det centrala hålet i MCM-munken. Mutationer i bindningsmotivet för CDC6 tyder starkt på att ATP-bindning och hydrolys är avgörande för dess funktion. Det minimala kravet på DNA-bindning har kartlagts inom dess 47-aminosyrasekvens. Dessutom inhiberar CDC6 indirekt aktivering av p34cdc2/CDC28 M-faskinaset, så nukleär delning undertrycks.

## Reglering
CDC6 är normalt närvarande i höga nivåer under G1-fasen av cellcykeln. Detta beror delvis på att CDC6-genen endast transkriberas under G1-fasen. Vid början av S-fasen blir CDC6 fosforylerad av Cdc28 -Clb5-Clb6-komplexet (Cdk2) och blir följaktligen inaktiverat. Detta har visats genom att introducera mutationer i CDC6 vid konsensusställena för Cdk2-fosforylering (nära N-terminalen) som hämmar nedbrytning. Fosforyleringen kan vidare katalyseras av Cdc28-Cln. Det inaktiverade CDC6 riktas sedan mot nedbrytning genom SCFCDC4-beroende ubiquitinylering och bryts sedan ned av proteasomen. Sålunda är regleringen av CDC6 nära korrelerad till aktiviteten av Cdk2 och eftersom Cdk2-aktiviteten svänger en gång per cellcykel, svänger ackumuleringen och nedbrytningen av CDC6 också.
Två tillstånd kan särskiljas. I det första tillståndet (under G1-fasen) är Cdk2-aktiviteten låg, CDC6 kan ackumuleras, därför kan pre-RC bildas men inte aktiveras. I det andra tillståndet är Cdk2-aktiviteten hög, CDC6 inaktiveras, därför aktiveras pre-RC men bildas inte. Denna förändring säkerställer att DNA-replikation endast utförs en gång per cellcykel. Det har visats att överuttryck av CDC6 inte inducerar re-replikation i besläktade celler, förmodligen på grund av hämning genom CDK som återställer cellcykelklockan till G1. Ändå har det föreslagits att reglering av CDC6 är en av flera redundanta mekanismer som förhindrar re-replikation av DNA i eukaryota celler.

## Struktur

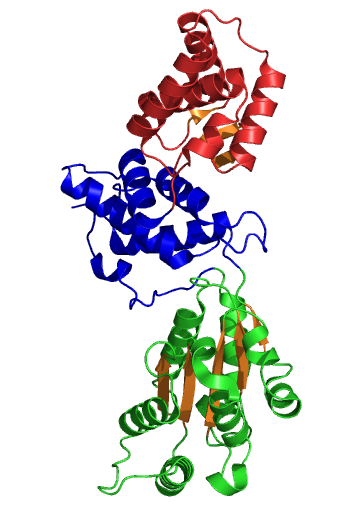
Kristallstruktur av CDC6 från Pyrobaculum aerophilum. Domän I i grönt, domän II i blått och domän III i rött. Beta-ark visas i orange.

Den kristallografiska strukturen för ett Cdc6/Orc1-relaterat protein från arkeonen Pyrobaculum aerophilum har upplösts och tre strukturella domäner har identifierats. Domän I och II bildar ATP-bindnings-/hydrolysstället och liknar andra AAA+ ATPaser. Domän III är strukturellt relaterad till en bevingad helixdomän och kan således interagera med ursprungs-DNA. Från studier med E. coli y-klämmladdningskomplex föreslogs att domän III förmedlar protein-proteininteraktioner med andra AAA+ ATPaser i pre-RC, vilket antyder att CDC6 bygger en homodimer i dess naturliga form. Domänerna I och II bildar en cashew-formad molekyl som binder ATP i klyftan och bygger dessutom sensormotivet för ATP/ADP-igenkänning. Dessa domäner tros också förmedla efterföljande konformationsförändringar. Ändå är de exakta funktionella rollerna för dessa domäner oklara.

## Patologi
Det har visat sig att CDC6 visar proto-onkogen aktivitet. CDC6-överuttryck interfererar med uttrycket av INK4/ARF-tumörsuppressorgener genom en mekanism som involverar epigenetisk modifiering av kromatin vid INK4/ARF-lokuset. Dessutom kan CDC6-överuttryck i primära celler främja DNA-hyperreplikation och inducera ett senescenssvar som liknar det som orsakas av onkogenaktivering. Dessa fynd tyder på att avreglering av CDC6-uttryck i mänskliga celler utgör en allvarlig risk för karcinogenes. Nedreglering av CDC6 i prostatacancer har observerats och associerats med fenotypiska egenskaper hos aggressiv prostatacancer. Dessutom har det observerats att CDC6 är kraftigt uppreglerad vid livmoderhalscancer, lungcancer och hjärncancer.